# Bezins-Garraux
Bezins-Garraux is een gemeente in het Franse departement Haute-Garonne (regio Occitanie) en telt 55 inwoners (2009). De plaats maakt deel uit van het arrondissement Saint-Gaudens.

## Geografie
De oppervlakte van Bezins-Garraux bedraagt 7,7 km², de bevolkingsdichtheid is dus 7,1 inwoners per km².
De onderstaande kaart toont de ligging van Bezins-Garraux met de belangrijkste infrastructuur en aangrenzende gemeenten.

## Demografie
Onderstaande figuur toont het verloop van het inwonertal (bron: INSEE-tellingen).